# Кубок Росії з футболу 2000—2001
Кубок Росії з футболу 2000–2001 — 9-й розіграш кубкового футбольного турніру в Росії. Титул вдруге поспіль здобув Локомотив (Москва).

## Календар
| Раунд           | Дата                          | Матчі | Клуби     |
| --------------- | ----------------------------- | ----- | --------- |
| Перший раунд    | 29 березня 2000               | 3     | 133 → 130 |
| Другий раунд    | 18 квітня - 2 травня 2000     | 46    | 130 → 84  |
| Третій раунд    | 24-29 травня 2000             | 24    | 84 → 60   |
| Четвертий раунд | 9-26 червня 2000              | 12    | 60 → 48   |
| П'ятий раунд    | 16 липня 2000                 | 16    | 48 → 32   |
| 1/16 фіналу     | 7 серпня - 19 жовтня 2000     | 16    | 32 → 16   |
| 1/8 фіналу      | 28 жовтня - 17 листопада 2000 | 8     | 16 → 8    |
| 1/4 фіналу      | 11 квітня 2001                | 4     | 8 → 4     |
| 1/2 фіналу      | 16 травня 2001                | 2     | 4 → 2     |
| Фінал           | 20 червня 2001                | 1     | 2 → 1     |

## 1/16 фіналу
| Команда 1                     | Рахунок         | Команда 2                   |
| ----------------------------- | --------------- | --------------------------- |
| 7 серпня 2000                 |                 |                             |
| Кубань (3)                    | 4:2             | Чорноморець (Новоросійськ)  |
| 8 вересня 2000                |                 |                             |
| Носта (2)                     | 1:4             | Спартак (Москва)            |
| 9 вересня 2000                |                 |                             |
| Том (2)                       | 0:1 дч          | Локомотив (Москва)          |
| Сокіл (Саратов) (2)           | 6:2             | Локомотив (Нижній Новгород) |
| Енергетик (Урень) (3)         | 2:1 дч          | Аланія (Владикавказ)        |
| Арсенал (Тула) (2)            | 1:1 дч пен. 3:2 | Уралан                      |
| Торпедо-ЗІЛ (Москва) (2)      | 2:2 дч пен. 4:5 | Динамо (Москва)             |
| 10 вересня 2000               |                 |                             |
| Шинник (2)                    | 1:6             | ЦСКА                        |
| Оазис (Ярцево) (3)            | 1:2 дч          | Анжі                        |
| Жемчужина (Сочі) (2)          | 0:1 дч          | Крила Рад                   |
| Лада (Тольятті) (2)           | 1:0 дч          | Сатурн                      |
| Іртиш (Омськ) (3)             | 2:0             | Ростсільмаш                 |
| Амкар (2)                     | 2:1             | Факел (Воронеж)             |
| Газовик-Газпром (Іжевськ) (2) | 3:2             | Ротор (Волгоград)           |
| 14 жовтня 2000                |                 |                             |
| Хімки (3)                     | 1:2             | Торпедо (Москва)            |
| 19 жовтня 2000                |                 |                             |
| Металург (Липецьк) (2)        | 2:1             | Зеніт                       |

## 1/8 фіналу
| Команда 1             | Рахунок         | Команда 2                     |
| --------------------- | --------------- | ----------------------------- |
| 28 жовтня 2000        |                 |                               |
| ЦСКА                  | 1:3             | Анжі                          |
| Енергетик (Урень) (3) | 2:2 дч пен. 1:2 | Сокіл (Саратов) (2)           |
| 29 жовтня 2000        |                 |                               |
| Торпедо (Москва)      | 1:1 дч пен. 5:4 | Динамо (Москва)               |
| Локомотив (Москва)    | 5:0             | Газовик-Газпром (Іжевськ) (2) |
| Амкар (2)             | 1:0             | Іртиш (Омськ) (3)             |
| Крила Рад             | 3:0             | Металург (Липецьк) (2)        |
| 11 листопада 2000     |                 |                               |
| Кубань (3)            | 1:1 дч пен. 4:5 | Арсенал (Тула) (2)            |
| 17 листопада 2000     |                 |                               |
| Спартак (Москва)      | 4:1             | Лада (Тольятті) (2)           |

## 1/4 фіналу
| Команда 1          | Рахунок      | Команда 2           |
| ------------------ | ------------ | ------------------- |
| 11 квітня 2001     |              |                     |
| Спартак (Москва)   | 1:3          | Сокіл (Саратов) (2) |
| Анжі               | 1:0          | Торпедо (Москва)    |
| Локомотив (Москва) | 0:0 пен. 3:1 | Амкар (2)           |
| Крила Рад          | 3:0          | Арсенал (Тула) (2)  |

## 1/2 фіналу
| Команда 1           | Рахунок | Команда 2          |
| ------------------- | ------- | ------------------ |
| 16 травня 2001      |         |                    |
| Анжі                | 2:1     | Крила Рад          |
| Сокіл (Саратов) (2) | 0:1     | Локомотив (Москва) |

## Фінал
| 20 червня 2001 |

| Локомотив (Москва) | 1:1 дч   | Анжі        |
| ------------------ | -------- | ----------- |
| Джанашія 90+4'     | Протокол | Сірхаев 90' |

| Динамо, Москва Глядачів: 8 500 Арбітр: Валентин Іванов |

|                                                   |     | Пенальті                                       |  |
| Ізмайлов · Лекгето · Чугайнов · Мамінов · Лоськов | 4:3 | Агаларов · Акаєв · Сірхаев · Рахимич · Яскович |  |